# Watonga (Oklahoma)
Watonga es una ciudad ubicada en el condado de Blaine en el estado estadounidense de Oklahoma. En el año 2010 tenía una población de 	5111 habitantes y una densidad poblacional de 719,86 personas por km².

## Geografía
Watonga se encuentra ubicada en las coordenadas 35°50′57″N 98°24′42″O / 35.84917, -98.41167 (35.849249, -98.411591).

## Demografía
Según la Oficina del Censo en 2000 los ingresos medios por hogar en la localidad eran de $27,208 y los ingresos medios por familia eran $31,391. Los hombres tenían unos ingresos medios de $23,056 frente a los $16,146 para las mujeres. La renta per cápita para la localidad era de $10,567. Alrededor del 17.5% de la población estaban por debajo del umbral de pobreza.